# Данило Киш (антологијска едиција)
Данило Киш је деведест друга књига деветог кола у антологијској едицији Десет векова српске књижевности, објављена 2018. године у издању Издавачког центра Матице Српске у Новом Саду.

## Антологијска едиција
Књига Данило Киш је деведест друга књига објављена у едицији Десет векова српске књижевности и преставља део пројекта од националног значаја који је започет у Издавачком центру Матице Српске 2007. године. Књигу је приредио Михајло Пантић, док је главни и одговорни уредник едиције српски књижевник и академик Миро Вуксановић.
Као и свака књига у Антологијиској едицији уз одабране текстове има предговор, хронологију живота и рада писца, библиографски прилог, напомене приређивача и изабрани текст критичара. Књига је у једнообразној опреми, у тврдом повезу, прикладног облика и обима, на тонираном папиру, уз електронску верзију (ЦД) с одговарајућим дизајном и заштитом.
У деветом колу антологијске едиције Десет векова српске књижевности који чини 10 књига, осим књиге Данило Киш (књ. 92), објављене су и Димитрије Кантакузин, Константин Михаиловић из Островице, Пајсије, Арсеније III Црнојевић (књ. 4), Јелена Димитријевић, Владан Ђорђевић (књ. 45), Добрица Ћосић (прва књига) (књ. 71), Добрица Ћосић (друга књига) (књ. 71), Миодраг Павловић (књ. 79), Мирослав Јосић Вишњић (књ. 99), Антологија књижевности за децу (прва књига) (књ. 116), Антологија књижевности за децу (друга књига) (књ. 116) и Божидар Кнежевић (књ. 118).

## О књизи
У Предговору под насловом Још једном о Данилу Кишу Михајло Пантић доноси оквирни поглед на књижевно дело Данила Киша. У књигу су уврштени Рани јади (1970) - низ од деветнаест прозних целина различите дужине, различите приповедне технике и различитог жанра, од песме у прози до микроромана; роман Башта, пепео (1965); породична трилогија роман Пешчаник (1972); књига приповедака Гробница за Бориса Давидовича (1976); књига приповедака Енциклопедија мртвих (1983), есеји Савети младом писцу (1984). и Извод из књиге рођених (1983). Књига Данило Киш компонована је по антологијском принципу, одабиром најзначајнијих пишчевих остварења. Књижевни радови објављени су према постојећој редакцији Мирјане Миочиновић, док је селективну библиографију сачинила Гордана Ђилас.
У делу књиге о Данилу Кишу налазе се текстови аутора Јована Делића Воз и возни ред у Породичном циклусу Данила Киша и Драгана Бошковића Иследник, сведок, прича.